# 竹原神社
竹原神社（たけはらじんじゃ）は、長野県中野市竹原に鎮座する神社である。

## 概要
中野市竹原にあり、南面する。祭神は天照大御神・大山祇神・保食神の三神である。1913年（大正2年）10月新田組・荒川組・上手組・下組の祭神が合祀して作られた。例祭に行われる仕掛け花火・打ち上げ花火は伝統を誇る。宮司は王日神社の神職傳田氏である。

## 建物
1913年（大正2年）建設委員長（阿部春治）、設計（町田文治郎）、基礎工事（徳永今朝吉・徳永丑之助・黒崎長作）、建造物は出川六三郎が棟梁となり建てた。様式は破風（切妻）造・平入りの流造（神明造から発展した様式で、全国的に最も多い様式）。拝殿は平入りの流造。拝殿に付随して奉楽殿・神饌殿が設けられた。鳥居は神明系鳥居。

## 祭日
- 1月1日 歳旦祭
- 4月中旬 水神祭
- 4月21日 祈年祭
- 9月21日、9月22日 例祭
- 11月 新嘗祭
- 12月31日 焼納祭[1]

## 社殿

### 本殿
破風造 間口一間二尺 奥行一間一尺

### 祝詞殿
5坪

### 拝殿
15坪

## 歴史
- 1913年（大正2年）10月 新田組・荒川組・上手組・下組の祭神が合祀して作られた。
- 1925年（大正14年） 社標建立。
- 1932年（昭和7年） 20年祭が行われた。
- 1941年（昭和16年） 鳥居移築再建。
- 1947年（昭和22年） 社殿の修復。
- 1949年（昭和24年） 水神碑建立。
- 1957年（昭和32年） 鳥居老朽化のため更新。
- 1962年（昭和37年） 50周年祭。社務所を改修して季節保育園を竹原公会堂より移す。
- 1980年（昭和55年） 長野県神社庁から幣饌供進神社に指定される。
- 1982年（昭和57年） 70周年記念事業。社殿の改築。
- 1993年（平成5年） 『竹原神社鎮座 八十年のあゆみ』刊行。
- 1997年（平成9年） 鳥居老朽化のため更新。
- 2013年（平成25年） 百周年記念事業を行う[1]。

## 百周年記念事業
1. 社務所建替え
2. 記念奉納煙火 （YouTube 2013 竹原神社御祭礼余興煙火 5号玉100連発！！[2]）

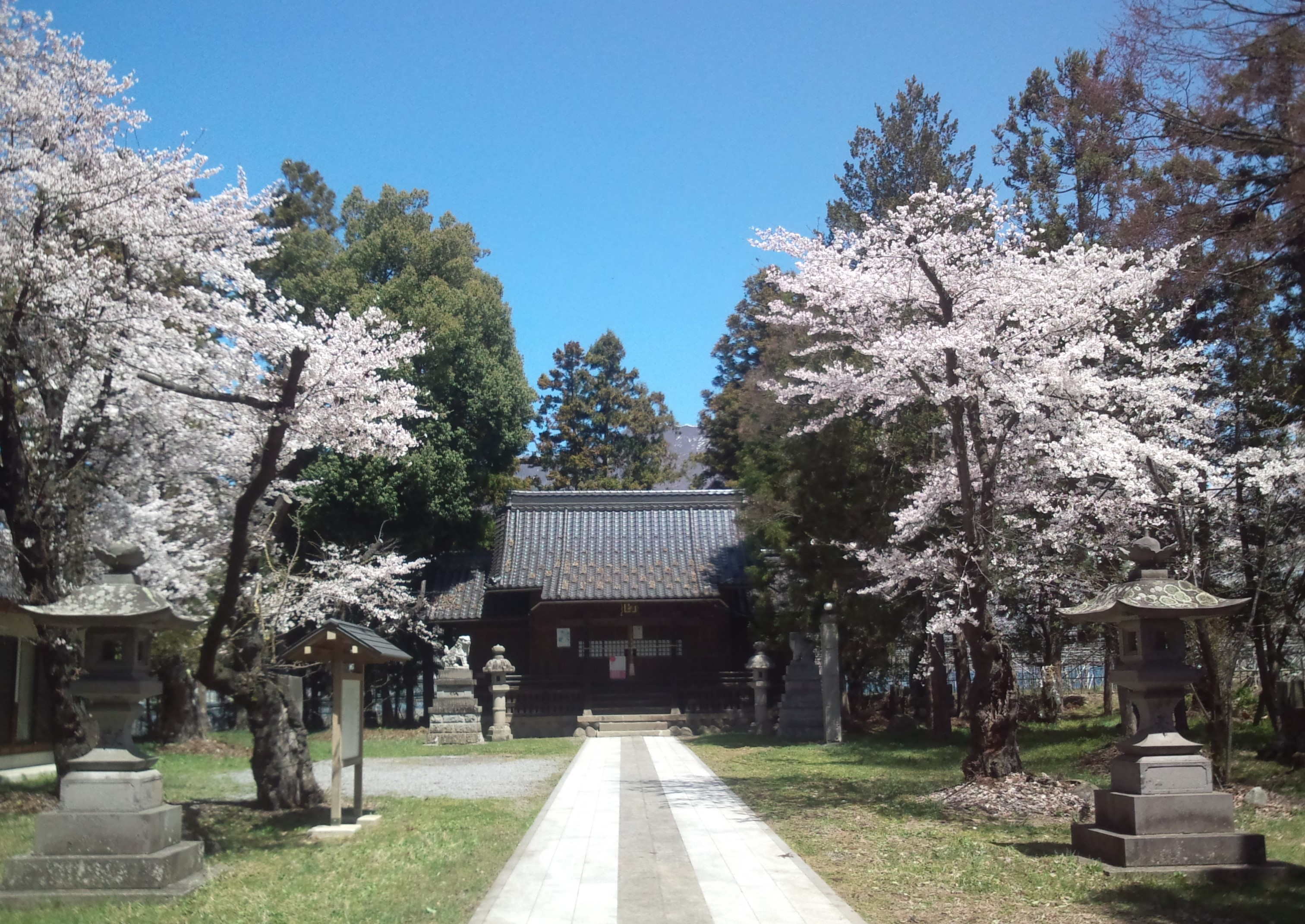
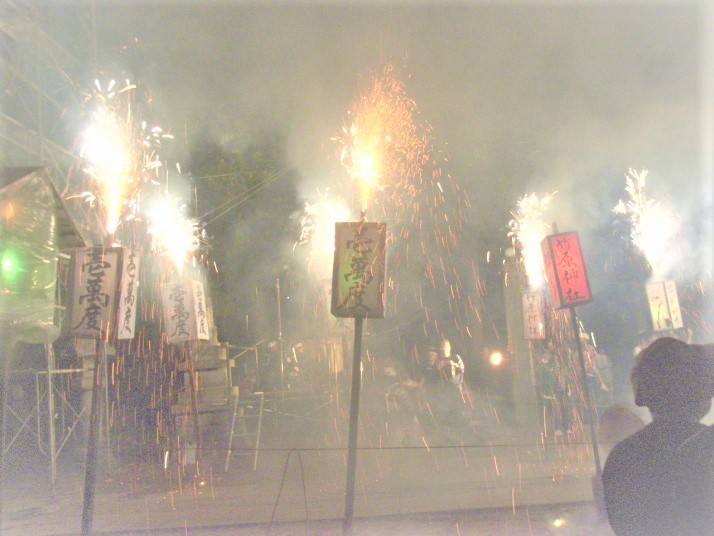
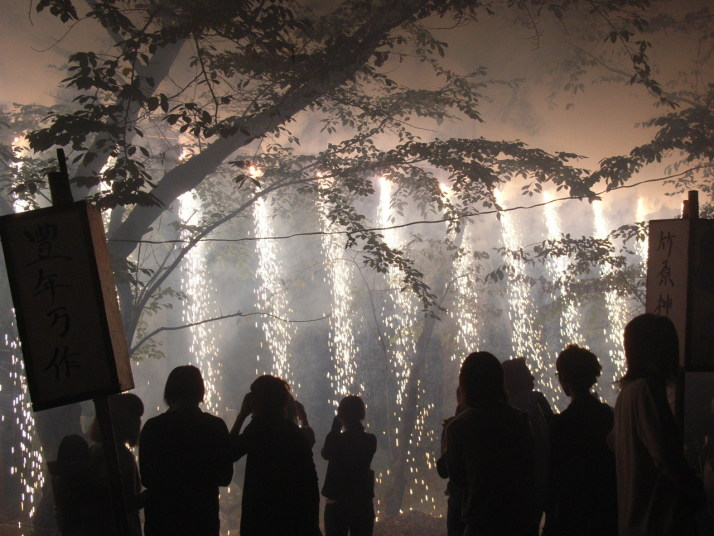
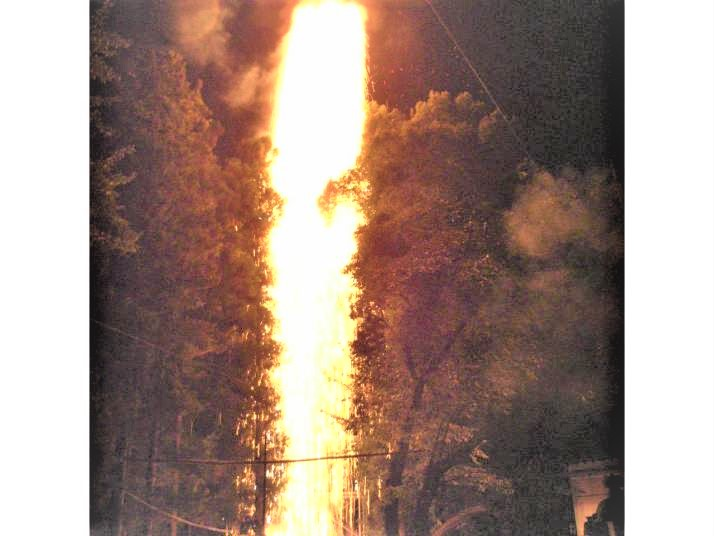
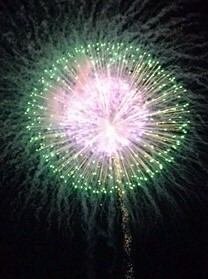

3. 参道の改修
4. 社殿の修復
5. 『竹原神社の歴史』の刊行
6. 「竹原神社由緒」の掲示[1]